# Hipposideros nequam
Hipposideros nequam är en fladdermusart som beskrevs av K. Andersen 1918. Hipposideros nequam ingår i släktet Hipposideros och familjen rundbladnäsor. IUCN kategoriserar arten globalt som otillräckligt studerad. Inga underarter finns listade i Catalogue of Life.
Arten förekommer bara i ett mindre område på södra Malackahalvön. Det är inget känt om fladdermusens levnadssätt.